# Kreis Rybnik

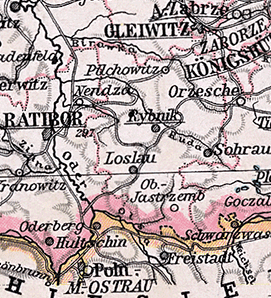
Der Kreis Rybnik auf einer Karte von 1905

Der Kreis Rybnik war von 1818 bis 1926 ein preußischer Landkreis in Oberschlesien. Seine Kreisstadt war die Stadt Rybnik. Das ehemalige Kreisgebiet liegt heute in der polnischen Woiwodschaft Schlesien.

## Verwaltungsgeschichte

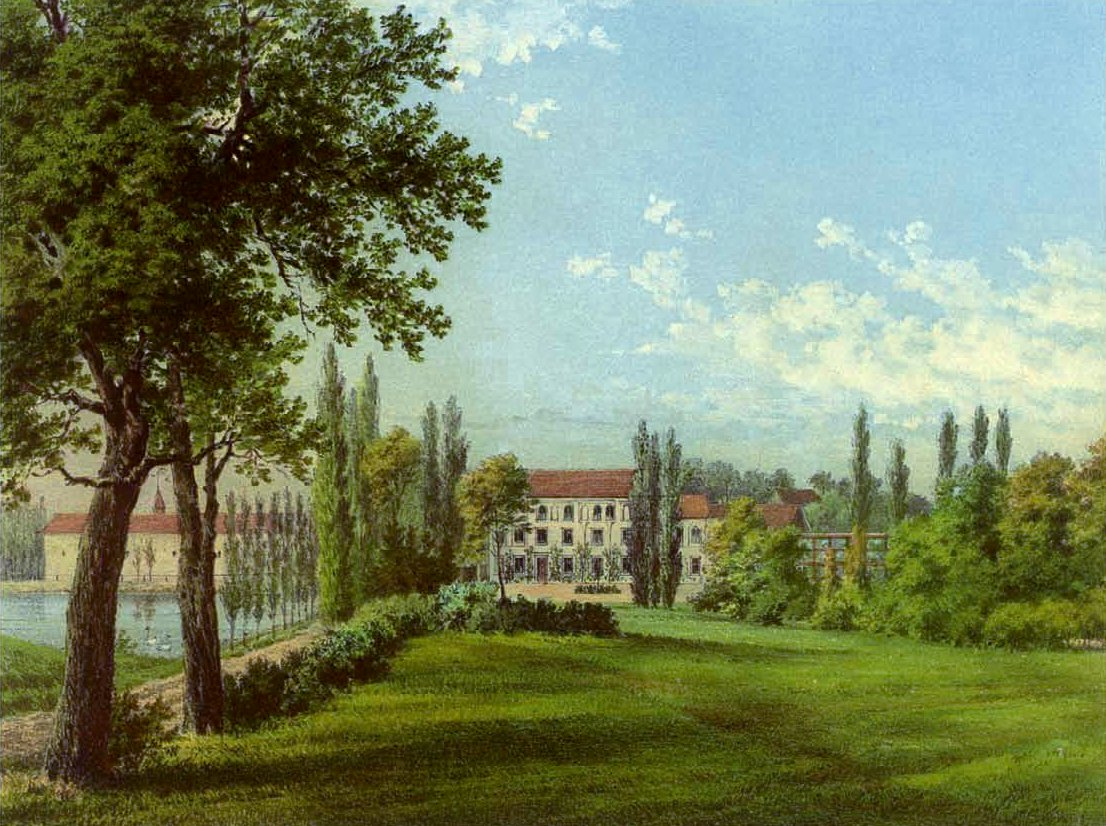
Gut Baranowitz um 1860, Sammlung Alexander Duncker

Bei der Kreisreform vom 1. Januar 1818 im Regierungsbezirk Oppeln der preußischen Provinz Schlesien wurde der neue Kreis Rybnik gebildet. Er entstand aus Teilen der Kreise Pleß (Stadt Loslau und 35 weitere Ortschaften), Ratibor (Städte Rybnik und Sohrau mit 76 weiteren Ortschaften) und Tost (Flecken Pilchowitz und acht weitere Ortschaften).
Seit dem 1. Juli 1867 gehörte der Kreis zum Norddeutschen Bund und ab dem 1. Januar 1871 zum Deutschen Reich. Zum 8. November 1919 wurde die Provinz Schlesien aufgelöst und aus dem Regierungsbezirk Oppeln die neue Provinz Oberschlesien gebildet.
Bei der Volksabstimmung in Oberschlesien am 20. März 1921 votierten im Kreis Rybnik 34,8 % der Wähler für den Verbleib bei Deutschland und 65,2 % für eine Abtretung an Polen. Durch die anschließenden Beschlüsse der Pariser Botschafterkonferenz musste am 3. Juli 1922 der größte Teil des Kreises an Polen abgetreten werden. Der deutsch gebliebene Restteil des Kreises bestand zunächst noch formal als eigener Kreis fort, bis er am 1. Januar 1927 aufgelöst und wie folgt aufgeteilt wurde:
- Die Landgemeinden bzw. Gutsbezirke Barglowka, Groß Rauden, Gurek, Jankowitz-Rauden, Klein Rauden, Rennersdorf, Stanitz und Stodoll kamen zum Landkreis Ratibor.
- Die Landgemeinden bzw. Gutsbezirke Nieborowitz, Nieborowitzer Hammer, Niederdorf, Pilchowitz und Wielepole-Pilchowitz kamen zum Kreis Tost-Gleiwitz.

Das an Polen gefallene Kreisgebiet bildete dort den Powiat Rybnicki.
Während der deutschen Besetzung Polens von 1939 bis 1945 war ein Landkreis Rybnik als Teil des Regierungsbezirks Kattowitz eingerichtet.

## Einwohnerentwicklung
| Jahr | Einwohner | Quelle |
| ---- | --------- | ------ |
| 1819 | 31.740    | [ 3 ]  |
| 1846 | 59.464    | [ 4 ]  |
| 1871 | 74.121    | [ 5 ]  |
| 1885 | 79.669    | [ 6 ]  |
| 1900 | 96.248    | [ 7 ]  |
| 1910 | 131.630   | [ 7 ]  |
|      |           |        |
| 1925 | 8.779     | [ 8 ]  |

Bei der Volkszählung von 1910 bezeichneten sich 78 % der Einwohner des Kreises Rybnik als rein polnischsprachig und 19 % als rein deutschsprachig. 95 % der Einwohner waren 1910 katholisch und 4 % evangelisch.

## Landräte
- 1818–183200Friedrich von Wengersky
- 1832–183400Moritz von Stengel (kommissarisch)
- 1834–186000Emil von Durant
- 18600000000Adalbert von der Recke (1791–1878) (kommissarisch)
- 1860–187300Ludwig von Richthofen (1800–1880)
- 1873–190100Carl Gemander (1836–1904)
- 1901–190300Georg Plewig
- 1903–191900Hans Lentz (1868–1946)
- 19190000000Hans Lukaschek (1885–1960) (Zentrum)
- 19200000000Paul Strzoda (kommissarisch)
- 1920–192200Paulus van Husen (kommissarisch)
- 1922–192500Artur Finger (1878–??)
- 1925–192600Alfons Schmidt (kommissarisch)

## Kommunalverfassung
Der Kreis Rybnik gliederte sich in Städte, Landgemeinden und Gutsbezirke, wobei die Landgemeinden und Gutsbezirke  zu Amtsbezirken zusammengefasst waren. Bis 1922 galt weiterhin die Kreisordnung für die Provinzen Ost- und Westpreußen, Brandenburg, Pommern, Schlesien und Sachsen vom 19. März 1881.

## Gemeinden
1908 gehörten drei Städte und 112 Landgemeinden zum Kreis Rybnik. Die mit  D gekennzeichneten Gemeinden verblieben 1922 im Deutschen Reich.
- Alt Dubensko
- Altenstein
- Baranowitz
- Barglowka D
- Belk
- Birtultau
- Boguschowitz
- Brodek
- Chwallentzitz
- Chwallowitz
- Cissowka
- Czernitz
- Czerwionka
- Czirsowitz
- Czuchow
- Dyhrngrund
- Dzimierz
- Ellguth
- Friedrichsthal
- Gaschowitz
- Godow
- Gogolau
- Golkowitz
- Golleow
- Gottartowitz
- Groß Dubensko
- Groß Rauden D
- Groß Thurze
- Gurek D
- Jankowitz-Rauden D
- Jedlownik
- Jeykowitz
- Klein Rauden D
- Klein Thurze
- Klischczow
- Klokotschin
- Knizenitz
- Knurow
- Kokoschütz
- Königlich Jankowitz
- Königlich Radoschau
- Königlich Wielepole
- Königlich Zamislau
- Königsdorff-Jastrzemb
- Kriewald
- Krostoschowitz
- Krzischkowitz
- Lazisk
- Leschczin
- Lissek
- Lohnitz
- Loslau, Stadt
- Lukow
- Moschczenitz
- Mschanna
- Neudorf
- Nieborowitz D
- Nieborowitzer Hammer D
- Nieder Marklowitz
- Nieder Niewiadom
- Nieder Radoschau
- Nieder Rydultau
- Nieder Schwirklan
- Nieder Wilcza
- Niederdorf D
- Niedobschütz
- Ober Jastrzemb
- Ober Marklowitz
- Ober Niewiadom
- Ober Radoschau
- Ober Rydultau
- Ober Schwirklan
- Ober Wilcza
- Ochojetz
- Orzupowitz
- Oschin
- Pallowitz
- Peterkowitz
- Pietze
- Pilchowitz D
- Pohlom
- Poppelau
- Przegendza
- Pschow
- Pschower Dollen
- Pstrzonsna
- Radlin
- Rennersdorf D
- Rogoisna
- Romanshof
- Rowin
- Roy
- Ruptau
- Ruptawietz
- Rybnik, Stadt
- Rzuchow
- Schyglowitz
- Sczeykowitz
- Sczyrbitz
- Seibersdorf
- Skrbenski
- Skrzischow
- Sohrau, Stadt
- Sophienthal
- Stanitz D
- Stanowitz
- Stein
- Stodoll D
- Summin
- Vorbriegen
- Wielepole-Pilchowitz D
- Wilchwa
- Zawada
- Zwonowitz
- Zyttna

Vor 1908 wurden die Landgemeinde Alt Loslau nach Loslau und die Landgemeinde Smollna nach Rybnik eingemeindet. Im Jahre 1908 wurden außerdem vier Landgemeinden umbenannt:
- Dzimierz → Dreilinden
- Pstrzonsna → Fischgrund
- Nieder Niewiadom → Nieder Birkenau
- Rzuchow → Schönburg